# Hermann Haberland
Hermann Gottlob Friedrich Haberland (* 31. Juli 1837 in Naundorf bei Großenhain; † 21. Februar 1903 in Meran) war ein sächsischer Generalleutnant.

## Leben
Haberland besuchte zwei Jahre lang die Artillerieschule, kam im Jahr 1855 als Portepeefähnrich in das Fußartillerie-Regiment der Sächsischen Armee und erhielt im Jahr darauf sein Offizierspatent. 1865 wurde er als Oberleutnant in die 9. Batterie der Feldartillerie versetzt, anschließend kam er zur 4. Batterie. Als solcher nahm er während des Krieges gegen Preußen 1866 mit der 2. Division unter Generalleutnant von Stieglitz an den Schlachten bei Gitschin und Königgrätz teil.
Nach dem verlorenen Krieg wurde die Armee nach preußischem Muster neu organisiert. Haberland kam als Adjutant wieder in das Fußartillerie-Regiment. 1868 wurde er zum Hauptmann befördert und zur Feldartillerie versetzt. Bei der Mobilmachung anlässlich des Krieges gegen Frankreich bekam er 1870 die 1. schwere Batterie, womit er an der Belagerung von Straßburg teilnahm.
Nach dem Krieg wurde er in das 12. Feldartillerie-Regiment versetzt und dort 1876 zum Major befördert. Kurz danach kam er in das 2. Feldartillerie-Regiment Nr. 28 und avancierte 1882 zum Oberstleutnant. Anschließend wurde er mit der Führung des 1. Feldartillerie-Regiments Nr. 12 beauftragt und im selben Jahr unter Beförderung zum Oberst zum Regimentskommandeur ernannt. Im Jahr 1890 wurde Haberland Generalmajor und Kommandeur der Artillerie-Brigade Nr. 12 in Dresden. In dieser Stellung erhielt er im April 1892 das Komturkreuz I. Klasse des Albrechts-Ordens. Krankheitsbedingt reichte Haberland seinen Abschied ein, der ihm am 24. März 1893 unter Verleihung des Charakters als Generalleutnant mit Pension und der Berechtigung zum Tragen seiner Uniform bewilligt wurde.

## Familie

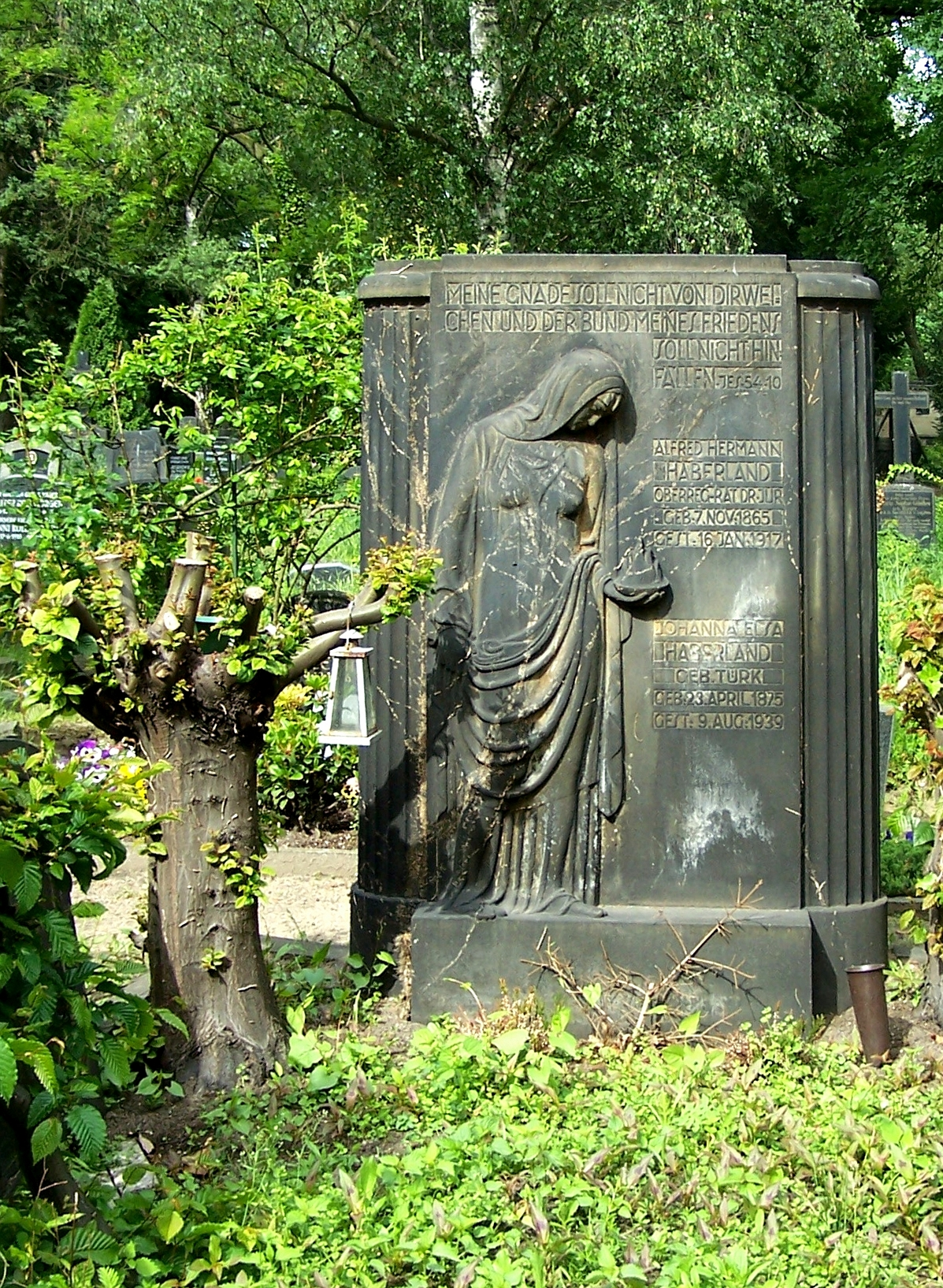
Grab des Sohnes Alfred Hermann Haberland (1865–1917)

Haberland heiratete Agnes Helene Luise Elisabeth Haberland (1842–1914). Das Paar hatte wenigstens einen Sohn:
- Alfred Hermann (1865–1917), Oberregierungsrat und Vorstandsmitglied der Landesversicherungsanstalt des Königreiches Sachsen ⚭ 1903 Johanna Elsa Türk (1875–1939)